# Sanshuitou
Sanshuitou (kinesiska: 散水头镇, 散水头) är en köping i Kina. Den ligger i provinsen Hebei, i den norra delen av landet, omkring 120 kilometer öster om huvudstaden Peking. Antalet invånare är 26 491. Befolkningen består av 12 913 kvinnor och 13 578 män. Barn under 15 år utgör 15,0 %, vuxna 15-64 år 74 %, och äldre över 65 år 10,0 %.
Genomsnittlig årsnederbörd är 766 millimeter. Den regnigaste månaden är juli, med i genomsnitt 210 mm nederbörd, och den torraste är januari, med 2 mm nederbörd.